# ترموگراویمتری
آنالیز گرماسنجی یا آنالیز گرماسنجی حرارتی (TGA) روشی برای تجزیه گرمایی است که با تغییر دما ، در طی زمان جرم یک نمونه اندازه‌گیری می‌شود. این اندازه‌گیری اطلاعاتی در مورد پدیده‌های فیزیکی مانند گذار فاز، جذب، جذب سطحی و دفع می‌دهد؛ و همچنین پدیده‌های شیمیایی شیمی درمانی، گرماکافت و واکنشهای گاز جامد (به عنوان مثال، اکسیداسیون یا کاهش) را شامل می‌شود.

## آنالیزور ترموگراویمتریک
منابع تجزیه و تحلیل حرارتی - حرارتی (TGA) بر روی ابزاری انجام می‌شود که از آن به عنوان آنالیزگر دما سنج استفاده می‌شود. تحلیل حرارتی به‌طور مداوم اندازه‌گیری جرم در حالی که دمای یک نمونه در طول زمان تغییر کرده‌است. جرم، دما و زمان به عنوان اندازه‌گیری پایه در تجزیه و تحلیل حرارت سنجی در نظر گرفته می‌شوند در حالی که بسیاری از اقدامات اضافی ممکن است از این سه اندازه‌گیری پایه حاصل شود.
آنالایزر گرماسنجی متداول شامل یک تعادل دقیق با یک ظرف نمونه در داخل کوره با دمای کنترل قابل برنامه‌ریزی واقع شده‌است. دما به‌طور کلی با سرعت ثابت افزایش می‌یابد (یا برای برخی از برنامه‌ها دما برای از دست دادن جرم ثابت کنترل می‌شود) تا متحمل واکنش حرارتی شود. واکنش حرارتی ممکن است در جوهای مختلفی از جمله: هوای محیط، خلاuum، گاز بی اثر، گازهای اکسید کننده / احیا کننده، گازهای خورنده، گازهای کربور کننده، بخارات مایعات یا «جو خود تولید شده» رخ دهد. و همچنین انواع فشارها از جمله: خلأ high زیاد، فشار زیاد، فشار ثابت یا فشار کنترل شده.
داده‌های گرماسنجی جمع‌آوری شده از یک واکنش حرارتی در یک قطعه از جرم یا درصد جرم اولیه در محور y در مقابل دما یا زمان در محور x جمع‌آوری می‌شود. از این طرح که اغلب صاف می‌شود، به عنوان منحنی TGA یاد می‌شود. اولین مشتق منحنی TGA (منحنی DTG) ممکن است برای تعیین نقاط عطف مفید برای تفسیرهای عمیق و همچنین تجزیه و تحلیل حرارتی افتراقی ترسیم شود.
TGA می‌تواند برای مواد خصوصیات از طریق تجزیه و تحلیل الگوهای تجزیه مشخصه استفاده می‌شود. این روش به ویژه برای مطالعه مواد پلیمری، از جمله ترموپلاستیک، ترموست، الاستومر، کامپوزیت، فیلم پلاستیکی، الیاف، پوشش، رنگ و سوخت مفید است.

#### انواع TGA
سه درجه حرارت سنجی وجود دارد:
- دما سنجی ایزوترمال یا ایستا: در این روش وزن نمونه به صورت تابعی از زمان در دمای ثابت ثبت می‌شود.
- دما سنجی کوازیستاتیک: در این روش، درجه حرارت نمونه در مراحل متوالی جدا شده با فواصل ایزوترمال افزایش می‌یابد، در طی آن جرم نمونه قبل از شروع سطح شیب دار بعدی به ثبات می‌رسد.
- دما سنجی دینامیکی: در این روش نمونه در محیطی گرم می‌شود که درجه حرارت آن به صورت خطی تغییر می‌کند.

## کاربردها

#### پایداری دمایی
از TGA می‌توان برای ارزیابی ثبات حرارتی یک ماده استفاده کرد. در یک محدوده دمایی مطلوب، اگر گونه ای از نظر حرارتی پایدار باشد، تغییر جرمی مشاهده نخواهد شد. از دست دادن جرم ناچیز مربوط به شیب کم یا عدم وجود رد TGA است. TGA همچنین دمای بالای استفاده از یک ماده را می‌دهد. فراتر از این دما، مواد شروع به تخریب می‌کنند.
از TGA در تجزیه و تحلیل پلیمرها استفاده می‌شود. پلیمرها معمولاً قبل از تجزیه شدن ذوب می‌شوند، بنابراین از TGA عمدتاً برای بررسی پایداری حرارتی پلیمرها استفاده می‌شود. اکثر پلیمرها قبل از ۲۰۰ درجه سانتیگراد ذوب یا تخریب می‌شوند. با این حال، دسته ای از پلیمرهای پایدار حرارتی وجود دارد که قادر به مقاومت در برابر دمای حداقل ۳۰۰ درجه سانتیگراد در هوا و ۵۰۰ درجه سانتیگراد در گازهای بی اثر بدون تغییرات ساختاری یا از دست دادن قدرت هستند، که می‌تواند توسط TGA تجزیه و تحلیل شود. [2] [3] [4]

#### اکسیداسیون و احتراق
ساده‌ترین خصوصیات مواد باقی مانده پس از واکنش است. به عنوان مثال، یک واکنش احتراق را می‌توان با بارگذاری یک نمونه در یک آنالیزگر حرارتی در شرایط عادی آزمایش کرد. تجزیه و تحلیل گرماسنجی با گرم کردن آن بیش از دمای اشتعال باعث احتراق یون در نمونه می‌شود. منحنی TGA حاصل که با محور y به عنوان درصد جرم اولیه رسم می‌شود، باقی مانده را در نقطه نهایی منحنی نشان می‌دهد.
تلفات توده اکسیداتیو متداول‌ترین تلفات قابل مشاهده در TGA هستند. [5]
مطالعه مقاومت در برابر اکسیداسیون در آلیاژهای مس بسیار مهم است. به عنوان مثال، ناسا (اداره هوانوردی و فضائی ملی) در حال انجام تحقیقات روی آلیاژهای پیشرفته مس برای استفاده احتمالی آنها در موتورهای احتراق است. با این حال، با تشکیل اکسیدهای مس در جوهای غنی از اکسیژن، تخریب اکسیداتیو می‌تواند در این آلیاژها رخ دهد. مقاومت در برابر اکسیداسیون بسیار مهم است زیرا ناسا می‌خواهد بتواند از مواد شاتل دوباره استفاده کند. از TGA می‌توان برای مطالعه اکسیداسیون استاتیک موادی از این دست برای استفاده عملی استفاده کرد.
احتراق در هنگام تجزیه و تحلیل TG با ردیابی‌های متمایز ساخته شده در ترموگرام‌های TGA تولید شده قابل شناسایی است. یک مثال جالب در مورد نمونه‌هایی از نانولوله‌های کربنی غیر تصفیه شده تولید می‌شود که مقدار زیادی کاتالیزور فلزی دارند. به دلیل احتراق، ردیابی TGA می‌تواند از شکل طبیعی عملکرد خوب خارج شود. این پدیده ناشی از تغییر سریع دما است. هنگامی که وزن و دما در برابر زمان رسم می‌شود، یک تغییر شیب چشمگیر در اولین نمودار مشتق با از دست دادن جرم نمونه و افزایش ناگهانی دما که توسط ترموکوپل مشاهده می‌شود، همزمان است. این از دست دادن جرم می‌تواند نتیجه ذرات دود آزاد شده از سوختن ناشی از ناسازگاری در خود ماده باشد، فراتر از اکسیداسیون کربن به دلیل کاهش وزن کنترل نشده.
از کاهش وزن مختلف در یک نمونه در نقاط مختلف نیز می‌توان به عنوان تشخیص ناهمسانگردی نمونه استفاده کرد. به عنوان مثال، نمونه‌گیری از ضلع بالا و پایین نمونه با ذرات پراکنده در داخل می‌تواند برای تشخیص رسوب مفید باشد، زیرا ترموگرام‌ها با یکدیگر همپوشانی نخواهند داشت اما اگر توزیع ذرات از یک طرف به طرف دیگر متفاوت باشد، فاصله ای بین آنها نشان می‌دهد. [6 ] [7]

#### سینتیک گرماسنجی
سینتیک گرماسنجی ممکن است برای بصیرت در مکانیسم‌های واکنش حرارتی (کاتالیزوری یا غیر کاتالیزوری) تجزیه شده در فرایندهای تجزیه و احتراق مواد مختلف مورد بررسی قرار گیرد
انرژی فعال سازی فرایند تجزیه را می‌توان با استفاده از روش کیسینجر محاسبه کرد. [۱۵] اگرچه میزان گرمایش ثابت بیشتر متداول است، اما میزان از دست دادن جرم ثابت می‌تواند سینتیک واکنش خاص را روشن کند. به عنوان مثال، پارامترهای جنبشی کربن شدن پلی وینیل بوتیرال با استفاده از میزان از دست دادن جرم ثابت ۰٫۲ درصد وزنی در دقیقه یافت شد. [۱۶]

## عملکرد در ترکیب با سازهای دیگر
تجزیه و تحلیل حرارتی اغلب با فرایندهای دیگر ترکیب می‌شود یا همراه با سایر روش‌های تحلیلی استفاده می‌شود.
به عنوان مثال، دستگاه TGA به‌طور مداوم یک نمونه را وزن می‌کند زیرا در دمای حداکثر ۲۰۰۰ درجه سانتیگراد برای اتصال با طیف‌سنج مادون قرمز تبدیل فوریه (FTIR) و تجزیه و تحلیل گاز طیف‌سنجی جرم گرم می‌شود. با افزایش دما، اجزای مختلف نمونه تجزیه می‌شوند و درصد وزن هر تغییر جرم حاصل را می‌توان اندازه‌گیری کرد.

### مقایسه تجزیه و تحلیل وزن حرارتی و تکنیک‌های تجزیه و تحلیل حرارتی افتراقی
| شماره | تجزیه و تحلیل گرمایش حرارتی (TGA)                                                                                         | تجزیه و تحلیل حرارتی افتراقی (DTA) |
| ----- | --- | --- |
| ۱     | در TGA کاهش یا افزایش وزن به عنوان تابعی از دما یا زمان اندازه‌گیری می‌شود.                                                 | در DTA اختلاف دما بین یک نمونه و مرجع به عنوان تابعی از دما اندازه‌گیری می‌شود.                                                                              |
| ۲     | منحنی TGA به عنوان مراحلی که شامل قسمتهای افقی و منحنی است ظاهر می‌شود.                                                    | منحنی DTA قله‌های بالا و پایین را نشان می‌دهد. |
| ۳     | ابزاری که در TGA مورد استفاده قرار می‌گیرد یک ترازو متعادل است.                                                            | ابزاری که در DTA استفاده می‌شود یک دستگاه DTA است. |
| ۴     | TGA فقط درمورد موادی که تغییراتی در جرم گرمایش یا سرمایش نشان می‌دهند، اطلاعات می‌دهد.                                      | DTA برای بدست آوردن اطلاعات معنی دار نیازی به تغییر در جرم نمونه ندارد. از DTA می‌توان برای مطالعه هر فرایندی که در آن گرما جذب یا آزاد می‌شود، استفاده کرد. |
| ۵     | دمای بالایی که برای TGA استفاده می‌شود به‌طور معمول ۱۰۰۰ درجه سانتی گراد است.                                               | دمای بالای مورد استفاده برای DTA اغلب بالاتر از TGA (تا ۱۶۰۰ درجه سانتی گراد) است.                                                                         |
| ۶     | تجزیه و تحلیل کمی از منحنی حرارتی با اندازه‌گیری از دست دادن جرم انجام می‌شود.                                              | تجزیه و تحلیل کمی با اندازه‌گیری مناطق قله و ارتفاعات قله انجام می‌شود.                                                                                      |
| ۷     | داده‌های بدست آمده در TGA در تعیین خلوص و ترکیب مواد، دمای خشک شدن و احتراق مواد و آگاهی از دمای پایداری ترکیبات مفید است. | داده‌های بدست آمده در DTA برای تعیین دمای انتقال، واکنش‌ها و نقاط ذوب مواد استفاده می‌شود.                                                                    |